# Safaria brachyptera
Safaria brachyptera är en tvåvingeart som beskrevs av Richards 1966. Safaria brachyptera ingår i släktet Safaria och familjen hoppflugor.
Artens utbredningsområde är Rwanda. Inga underarter finns listade i Catalogue of Life.